# Lema slipinskii
Espèce
Lema slipinskii est une espèce d'insectes coléoptères de la famille des Chrysomelidae.

## Systématique
L'espèce Lema slipinskii a été décrite en 1984 par l'entomologiste polonais Lech Borowiec (d) (1952-).

## Étymologie
Lema slipinskii est une espèce nommée en l'honneur de Stanisław Adam Ślipiński, un entomologiste polonais.

## Publication originale
- (en) L. Borowiec, Contribution to the knowledge of African Criocerinae (Coleoptera, Chrysomelidae), vol. 54, 1984, 283-294 p. (lire en ligne)